# Daniel Grant
Daniel Robert Grant (ur. 14 maja 1991) – kanadyjski siatkarz, grający na pozycji środkowego. Od sezonu 2017/2018 występował w fińskiej Lentopallon SM-liiga, drużynie Team Lakkapää.

## Sukcesy klubowe
Canada West Mens Volleyball:
- 2013, 2014, 2015

U Sports Championship:
- 2015

Mistrzostwo Słowacji:
- 2017